# Domeinkaper
Een domeinkaper is een persoon of organisatie die populaire domeinnamen op het internet registreert, al dan niet inbreuk makend op rechten van derden, met het doel om die te verkopen of extra bezoekers te trekken.
Vaak zal een domeinkaper woorden uit het woordenboek, familie- of voornamen, of een (algemeen bekend) merk – of een daarmee op verwarringwekkende/misleidende wijze overeenstemmend teken – als domeinnaam registreren om deze aan de merkhouder te verkopen.
Op grond daarvan is door de ICANN de Uniform Dispute Resolution Policy (UDRP) vastgesteld, de geschillenregeling voor merkenrechtelijke geschillen.
In tegenstelling tot wat de term doet vermoeden, is domeinkapen niet altijd illegaal, maar de beheerders van een topleveldomein (zoals .com of .nl) willen deze praktijken vaak voorkomen. Zo kan je onder .nl of .eu geen domeinaanvraag doen op beschermde merknamen, maar ook de namen van landen, steden en staatshoofden zijn vaak niet te verkrijgen.
Een domeinkaper neemt het domein niet over omdat hij er graag zijn eigen website op wil plaatsen. Als je het gekaapte domein bezoekt krijg je vaak alleen een introductie van het bedrijf te zien en de kosten om het domein te kopen.
Er zijn bedrijven die domeinnamen reserveren om die te verkopen, met de pretentie dat ze voorkomen dat onverlaten die niet bereid zijn namen (tegen een aanvaardbare prijs) te verkopen zich die toe-eigenen. Of zulke "dienstverlening" als eerlijke business kan gelden is voor discussie vatbaar. Het draait er vaak op uit dat zulke domeinnamen dan toch maar gekocht worden omdat een rechtszaak duurder is en meer tijd kost.